# Spenglerův pohár 2006
80. ročník Spenglerova poháru se uskutečnil od 26. do 31. prosince 2006. Všechny zápasy se hrály v hale Vailant Areně v Davosu. Vítězem se stal tým HC Davos.

## Účastníci
- Kanada – tým složený z Kanaďanů hrajících v Evropě
- HC Davos – hostitel
- Eisbären Berlín
- Mora IK
- Atlant Mytišči

## Základní část

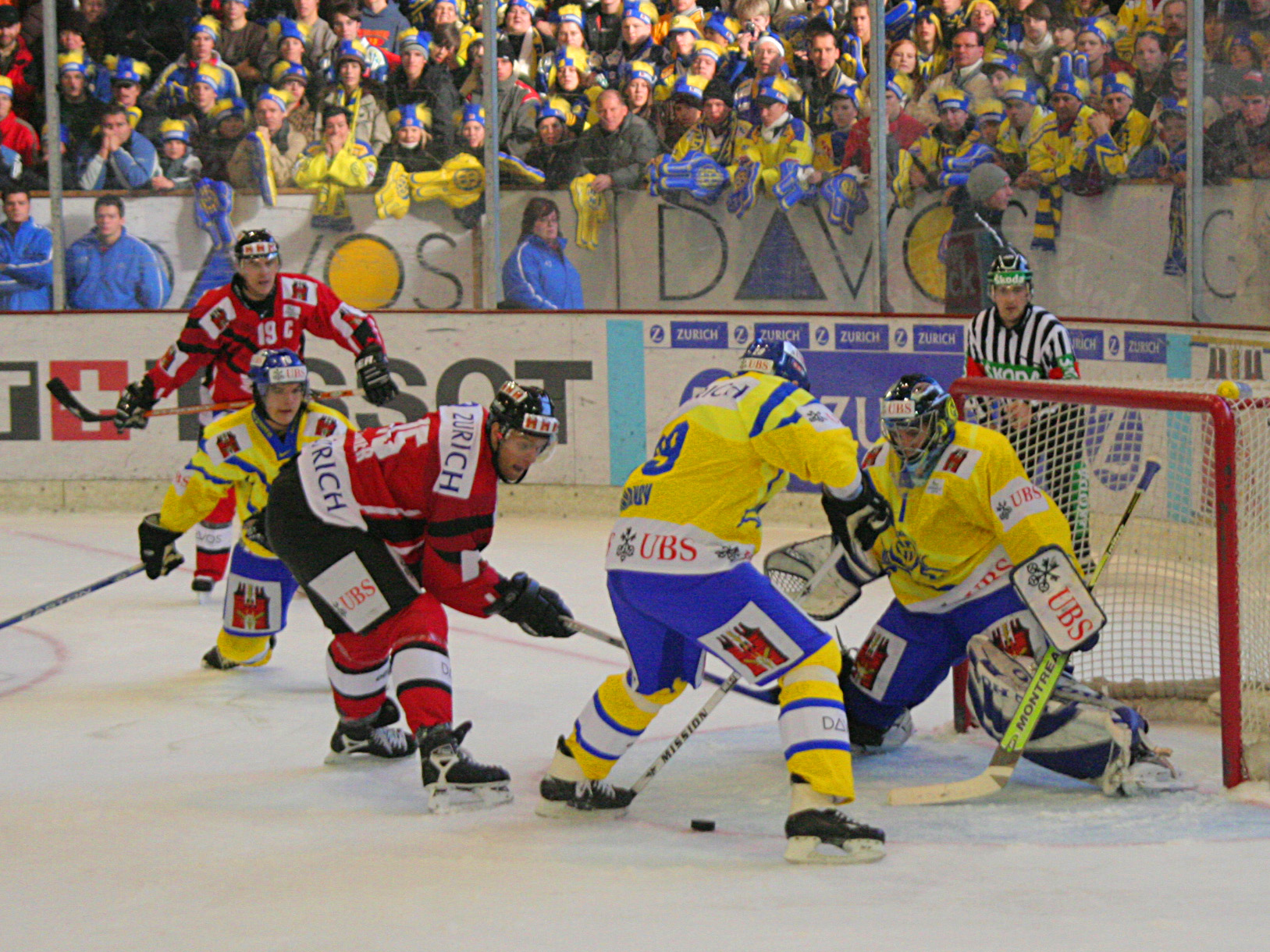
Zápas HC Davos - Kanada.

### Tabulka
| Tým             | Z | V | VP | PP | P | VG | IG | B |
| --------------- | - | - | -- | -- | - | -- | -- | - |
| Kanada          | 4 | 3 | 1  | 1  | 0 | 15 | 13 | 6 |
| HC Davos        | 4 | 2 | 2  | 0  | 1 | 13 | 11 | 5 |
| Mora IK         | 4 | 2 | 2  | 0  | 1 | 15 | 9  | 5 |
| Atlant Mytišči  | 4 | 2 | 2  | 1  | 0 | 9  | 11 | 4 |
| Eisbären Berlín | 4 | 1 | 3  | 0  | 0 | 8  | 16 | 2 |

### Zápasy
| 26. prosince 2006 15:00 | Eisbären Berlín | 1–4             | HC Davos | Vaillant Arena |
|                         | Eisbären Berlín | (1:0, 0:2, 0:2) | HC Davos |                |

| Souhrn zápasu | Souhrn zápasu | Souhrn zápasu | Souhrn zápasu | Souhrn zápasu |
| ------------- | ------------- | ------------- | ------------- | ------------- |
|               |               |               |               |               |

| 26. prosince 2006 20:15 | Kanada | 4–3 po pr.      | Mora IK | Vaillant Arena |
|                         | Kanada | (1:1, 1:1, 1:1) | Mora IK |                |

| Souhrn zápasu | Souhrn zápasu | Souhrn zápasu | Souhrn zápasu | Souhrn zápasu |
| ------------- | ------------- | ------------- | ------------- | ------------- |
|               |               |               |               |               |

| 27. prosince 2006 15:00 | Mora IK | 5–0             | Atlant Mytišči | Vaillant Arena |
|                         | Mora IK | (1:0, 2:0, 2:0) | Atlant Mytišči |                |

| Souhrn zápasu | Souhrn zápasu                                                                                      | Souhrn zápasu | Souhrn zápasu | Souhrn zápasu |
| ------------- | -------------------------------------------------------------------------------------------------- | ------------- | ------------- | ------------- |
|               | 10' Kenneth Bergqvist 26' Pavel Brendl 35' Mikko Kurvinen 51' Kenneth Bergqvist 59' Martin Jansson |               |               |               |

| 27. prosince 2006 20:15 | Kanada | 6–3             | HC Davos | Vaillant Arena |
|                         | Kanada | (2:2, 2:0, 2:1) | HC Davos |                |

| Souhrn zápasu | Souhrn zápasu                                                                                      | Souhrn zápasu | Souhrn zápasu                                     | Souhrn zápasu |
| ------------- | -------------------------------------------------------------------------------------------------- | ------------- | ------------------------------------------------- | ------------- |
|               | 4' Jamie Wright 9' Stacy Roest 28' Krys Kolanos 29' Kirby Law 43' Chris Herperger 48' Jamie Wright |               | 2' Robin Leblanc 3' Oleg Naumenko 45' Josef Marha |               |

| 28. prosince 2006 15:00 | HC Davos | 4–1             | Mora IK | Vaillant Arena |
|                         | HC Davos | (1:0, 1:0, 2:1) | Mora IK |                |

| Souhrn zápasu | Souhrn zápasu | Souhrn zápasu | Souhrn zápasu | Souhrn zápasu |
| ------------- | ------------- | ------------- | ------------- | ------------- |
|               |               |               |               |               |

| 28. prosince 2006 20:15 | Eisbären Berlín | 4–1             | Atlant Mytišči | Vaillant Arena |
|                         | Eisbären Berlín | (1:0, 2:1, 1:0) | Atlant Mytišči |                |

| Souhrn zápasu | Souhrn zápasu | Souhrn zápasu | Souhrn zápasu | Souhrn zápasu |
| ------------- | ------------- | ------------- | ------------- | ------------- |
|               |               |               |               |               |

| 29. prosince 2006 15:00 | Kanada | 0–5             | Atlant Mytišči | Vaillant Arena |
|                         | Kanada | (0:3, 0:2, 0:0) | Atlant Mytišči |                |

| Souhrn zápasu | Souhrn zápasu | Souhrn zápasu | Souhrn zápasu | Souhrn zápasu |
| ------------- | ------------- | ------------- | ------------- | ------------- |
|               |               |               |               |               |

| 29. prosince 2006 20:15 | Mora IK | 6–1             | Eisbären Berlín | Vaillant Arena |
|                         | Mora IK | (2:0, 1:0, 3:1) | Eisbären Berlín |                |

| Souhrn zápasu | Souhrn zápasu | Souhrn zápasu | Souhrn zápasu | Souhrn zápasu |
| ------------- | ------------- | ------------- | ------------- | ------------- |
|               |               |               |               |               |

| 30. prosince 2006 15:00 | Kanada | 5–2             | Eisbären Berlín | Vaillant Arena |
|                         | Kanada | (2:0, 1:2, 2:0) | Eisbären Berlín |                |

| Souhrn zápasu | Souhrn zápasu | Souhrn zápasu | Souhrn zápasu | Souhrn zápasu |
| ------------- | ------------- | ------------- | ------------- | ------------- |
|               |               |               |               |               |

| 30. prosince 2006 20:15 | Atlant Mytišči | 3–2 po sam. náj. | HC Davos | Vaillant Arena |
|                         | Atlant Mytišči | (1:0, 0:1, 1:1)  | HC Davos |                |

| Souhrn zápasu | Souhrn zápasu | Souhrn zápasu | Souhrn zápasu | Souhrn zápasu |
| ------------- | ------------- | ------------- | ------------- | ------------- |
|               |               |               |               |               |

## Finále
| 31. prosince 2006 12:00 | Kanada | 2–3             | HC Davos | Vaillant Arena |
|                         | Kanada | (2:1, 0:0, 0:2) | HC Davos |                |

| Souhrn zápasu | Souhrn zápasu | Souhrn zápasu | Souhrn zápasu | Souhrn zápasu |
| ------------- | ------------- | ------------- | ------------- | ------------- |
|               |               |               |               |               |